# کوستاس مانولاس
کونستانتینوس «کوستاس» مانولاس (یونانی: Κωνσταντίνος "Κώστας" Μανωλάς؛ زاده ۱۴ ژوئن ۱۹۹۱) بازیکن فوتبال اهل یونان است که برای باشگاه  سالرنیتانا  بازی می‌کند.
مانولاس سابقه بازی در  ناپولی  هم داشته است.